# Melitaea semijubilaris
Melitaea semijubilaris är en fjärilsart som beskrevs av Max Cardoso Langer 1956. Melitaea semijubilaris ingår i släktet Melitaea och familjen praktfjärilar. Inga underarter finns listade i Catalogue of Life.